# Cody Linley

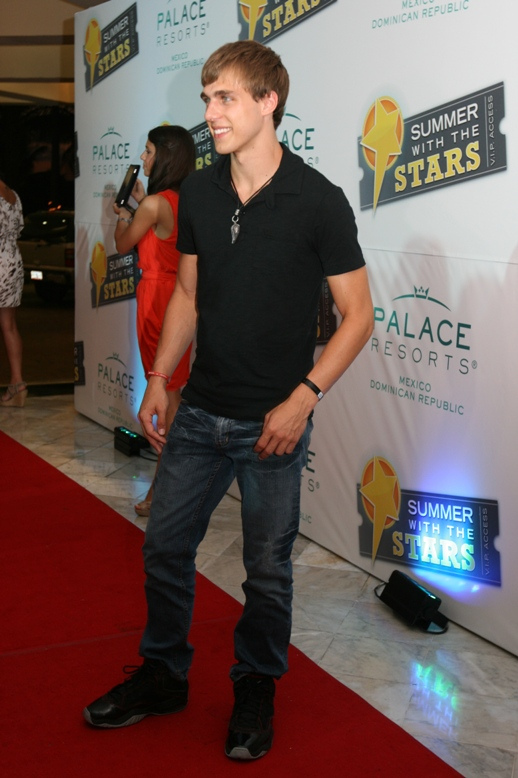
Cody Linley (Juni 2011)

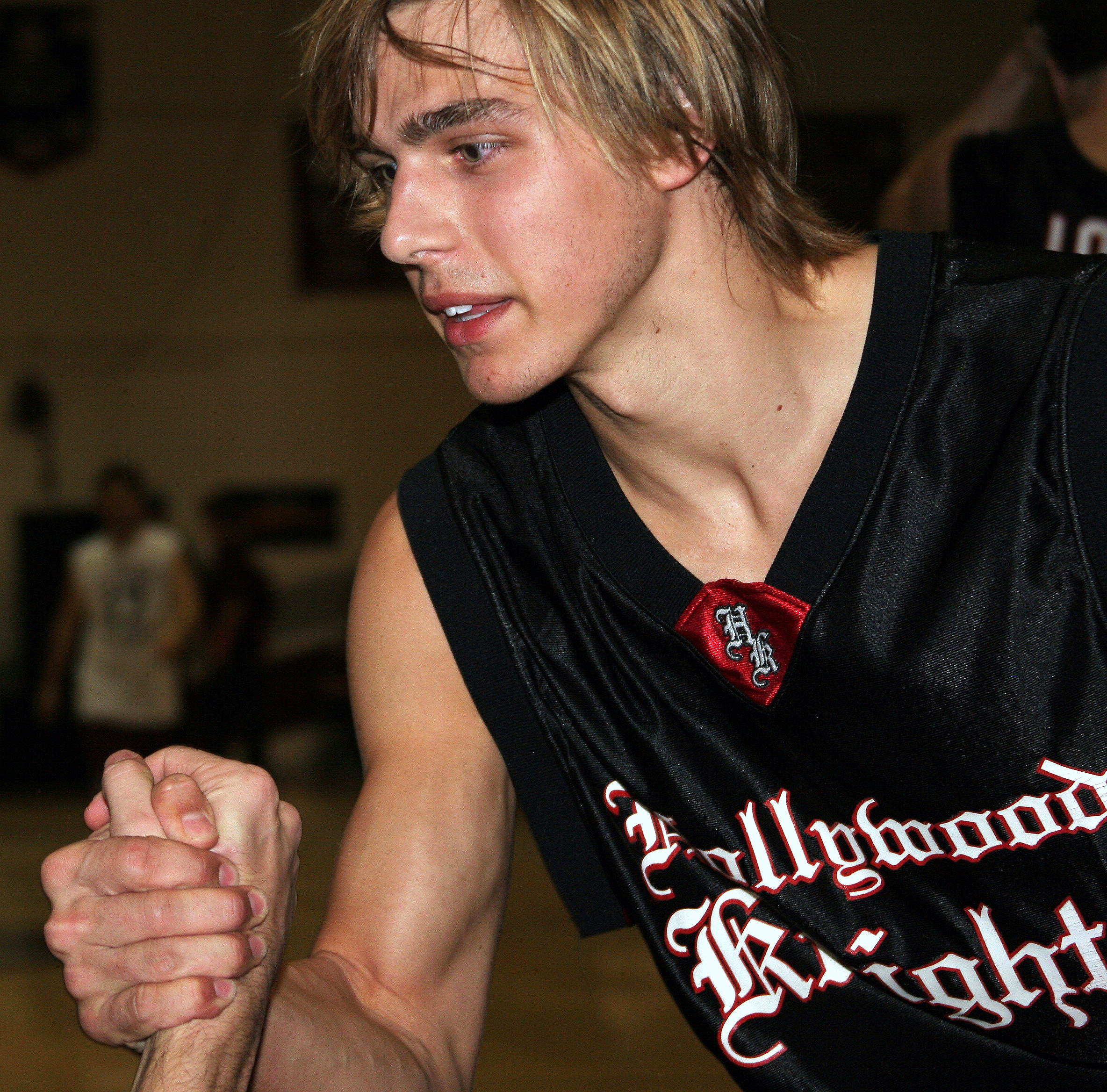
Cody Linley während eines Spiels der Hollywood Knights in Claremont, Kalifornien (Januar 2010)

Cody Martin Linley (* 20. November 1989 in Lewisville, Texas) ist ein US-amerikanischer Schauspieler, der vor allem durch seine Rollen in bekannten Spielfilmen sowie durch seine wiederkehrende Rolle als Jake Ryan in der US-Fernsehserie Hannah Montana Bekanntheit erlangte.

## Leben und Karriere
Der in Lewisville im Großraum von Dallas geborene Linley hatte seinen ersten nennenswerten Fernsehauftritt, als er eine kleine, eher unwesentliche Rolle im Fernsehfilm Cadillac Jack: Ein Cowboy gibt nie auf! annahm. Dabei agierte er an der Seite seines älteren Bruders Chad Linley. Bereits im darauffolgenden Jahr hatte er seinen ersten Auftritt in einer Fernsehserie (Walker, Texas Ranger), gefolgt von einer Reihe weiterer Filmauftritte ab dem Jahre 2000. So kam Linley auch zu weitaus anspruchsvolleren Rollen, u. a. in Mein Hund Skip (mit dem noch sehr jung aussehenden 15-jährigen Frankie Muniz, der im Film einen 9-Jährigen mimte, in der Hauptrolle), wo er in einer wesentlichen Nebenrolle agierte. Im gleichen Jahr folgten weitere Filmauftritte in Wo dein Herz schlägt oder in Miss Undercover. Bei der Verleihung des 22. Young Artist Award wurde Linley zusammen mit Frankie Muniz, Bradley Coryell, Daylan Honeycutt und Caitlin Wachs für ihr Engagement in Mein Hund Skip ausgezeichnet.
Die Jahre 2001 (lediglich ein weiterer Episodenauftritt in Walker, Texas Ranger) und 2002 (Nebenrolle in Beyond the Prairie, Part 2: The True Story of Laura Ingalls) verliefen für Linley weitgehend ruhig, ehe er ab 2003 wieder für größere Filmproduktionen engagiert wurde. Darunter fielen unter anderem eine Hauptrolle (neben Jonathan Lipnicki) in Zachary Beaver – Mein dickster Freund, sowie eine eher unwesentliche Rolle in Im Dutzend billiger. Nach einem Auftritt in einer Episode von Raven blickt durch (2004) kam Linley zu weiteren Filmauftritten, u. a. im Independent-Film Echoes of Innocence und in Volltreffer – Ein Supercoach greift durch im Jahre 2005. Eine bemerkenswerte Rolle übernahm Linley im Jahre 2006 im Familienfilm Eulen – Kleine Freunde in großer Gefahr!, wo er einen der Hauptcharaktere mimte.
Seine bisher jedoch beachtenswerteste und erfolgreichste Rolle hatte er ab dem Jahre 2006 inne, wo er erstmals in der US-Jugendserie Hannah Montana auftrat und bis zum Auslaufen der Serie im Jahre 2010 in insgesamt zwölf Episoden in der Rolle des Jake Ryan. In der Serie agierte er als der gelegentliche Freund der Hauptdarstellerin Miley Cyrus und kam in jeder einzelnen der vier Staffeln der Erfolgsserie zum Einsatz. Beim 28. Young Artist Award wurde Linley für seine Rolle als Jake Ryan in der Kategorie Beste Darstellung in einer Fernsehserie – wiederkehrender Darsteller nominiert, musste sich am Ende allerdings dem jungen Daniel Goldman geschlagen geben. Im Jahre 2007 übernahm Linley zum wiederholten Male eine Hauptrolle, diesmal im Jugend-Horror-Fantasy-Film R. L. Stine’s Und wieder schlägt die Geisterstunde: Das Monster, das ich rief, in dem er den Charakter Sean Redford darstellte. Für diese Rolle wurde er abermals für einen Young Artist Award, diesmals in der Kategorie „Best Performance in a TV Movie, Miniseries or Special – Leading Young Actor“, nominiert.
2008 folgten für Linley neben einem Auftritt in Disney 365 verschiedene Auftritte in US-Fernsehshows, wie The Ellen DeGeneres Show, CMT Insider oder Jimmy Kimmel Live!. Des Weiteren war er im gleichen Jahr in insgesamt gleich elf Folgen von Entertainment Tonight zu sehen und moderierte außerdem als Online Host die Disney Channel Games 2008. Ab dem gleichen Jahr nahm er an der siebenten Staffel der US-Version von Dancing with the Stars teil. Dabei war anfangs die um ein Jahr ältere Julianne Hough seine Tanzpartnerin, die allerdings kurz nach der sechsten Woche aufgrund unbestimmter Bauchschmerzen ins Cedars-Sinai Medical Center eingeliefert werden musste. Rund eine Woche nach der Einlieferung ins Krankenhaus wurde an ihr Endometriose, eine chronische Erkrankung der Gebärmutterschleimhaut, diagnostiziert. Aufgrund einer daraus resultierenden Operation und des dazuführenden Ausfalls von Hough, bekam Linley in Form der gebürtigen Polin Edyta Śliwińska ab der siebenten Woche eine neue Tanzpartnerin. Mit dieser schied er schließlich in der neunten Woche aus und war im Endklassement auf dem vierten Rang.
Außerdem übernahm Linley im Jahre 2008 seine erste Sprechrolle. Dabei lieh er im Computerspiel The Hardy Boys: The Hidden Theft dem Charakter Joe Hardy seine Stimme. Nach seinem Auftritt in Forget Me Not, wo er in einer Hauptrolle agierte, sowie einem Auftritt in The Wendy Williams Show und dem Auslaufen von Hannah Montana, kam Linley bis dato (Stand: Oktober 2010) in keiner weiteren nennenswerten Produktion mehr zum Einsatz.

## Trivia
Der gebürtige Texaner ist unter anderem auch für sein soziales Engagement bekannt, wobei er unter anderem im Jahre 2009 mit der 5-jährigen krebskranken Reagan Richards aus der Kleinstadt Krum, Texas zu Mittag aß.
Neben seinem ebenfalls in der Schauspielerei bereits aktiv gewesenen Bruder Chad hat Cody auch noch drei Stiefbrüder. Seine Schulbildung genoss der Sohn von Cathy und Lee Linley unter anderem in der Degan Elementary School in seinem Geburtsort Lewisville. Seine Mutter Cathy, die als Schauspiellehrerin unter anderem bereits mit Demi Lovato oder Madison Pettis zusammenarbeitete und diese ausbildete, war es, die ihre Söhne zur Schauspielerei brachte.
Zusammen mit seinem guten Freund Roshon Fegan unterhält er seit 2008 auf der Internet-Videoplattform YouTube einen eigenen Kanal, auf dem die beiden laufend Videos hochladen. Außerdem ist Linley, der Basketball als seinen Lieblingssport bezeichnet, Mitglied des Prominentenbasketballteams der Hollywood Knights.
Im August 2011 starb sein Bruder Chad im Alter von 29 Jahren.

## Nominierungen und Auszeichnungen
Auszeichnung
- 2001: Young Artist Award in der Kategorie Beste Gruppe in einem Spielfilm (zusammen mit Frankie Muniz, Bradley Coryell, Daylan Honeycutt und Caitlin Wachs für ihr Engagement in Mein Hund Skip)

Nominierung
- 2008: Young Artist Award in der Kategorie Beste Darstellung in einer Fernsehserie – wiederkehrender Darsteller (für sein Engagement in Hannah Montana)
- 2008: Young Artist Award in der Kategorie Best Performance in a TV Movie, Miniseries or Special – Leading Young Actor (für sein Engagement in R.L. Stine – Und wieder schlägt die Geisterstunde)

## Filmografie
Filmauftritte (auch Kurzauftritte)
- 1998: Cadillac Jack: Ein Cowboy gibt nie auf! (Still Holding On: The Legend of Cadillac Jack)
- 2000: Mein Hund Skip (My Dog Skip)
- 2000: Wo dein Herz schlägt (Where the Heart Is)
- 2000: Miss Undercover (Miss Congeniality)
- 2002: Beyond the Prairie, Part 2: The True Story of Laura Ingalls
- 2003: Zachary Beaver – Mein dickster Freund (When Zachary Beaver Came to Town)
- 2003: Im Dutzend billiger (Cheaper by the Dozen)
- 2005: Echoes of Innocence
- 2005: Volltreffer – Ein Supercoach greift durch (Rebound)
- 2006: Eulen – Kleine Freunde in großer Gefahr! (Hoot)
- 2007: R. L. Stine’s Und wieder schlägt die Geisterstunde: Das Monster, das ich rief (The Haunting Hour: Don’t Think About It)
- 2009: Forget me not – Vergessen ist tödlich (Forget Me Not)
- 2016: Sharknado 4 (Sharknado: The 4th Awakens, Fernsehfilm)
- 2017: Sharknado 5: Global Swarming (Fernsehfilm)

Serienauftritte (auch Gast- und Kurzauftritte)
- 1999 und 2001: Walker, Texas Ranger (2 Folgen)
- 2004: Raven blickt durch (That's So Raven) (1 Folge)
- 2006–2010: Hannah Montana (12 Folgen)
- 2008: Disney 365 (1 Folge)
- 2012: Melissa & Joey (2 Folgen)

Synchronstimme in Computerspielen
- 2008: The Hardy Boys: The Hidden Theft

Sonstige nennenswerte Fernsehauftritte
- 2008: Disney Channel Games (5 Folgen)
- 2008: The Ellen DeGeneres Show (1 Folge)
- 2008: CMT Insider (1 Folge)
- 2008: Jimmy Kimmel Live! (1 Folge)
- 2008: Entertainment Tonight (11 Folgen)
- 2008–2009: Dancing with the Stars (Season 7)
- 2010: The Wendy Williams Show (1 Folge)